# Henry Vansittart

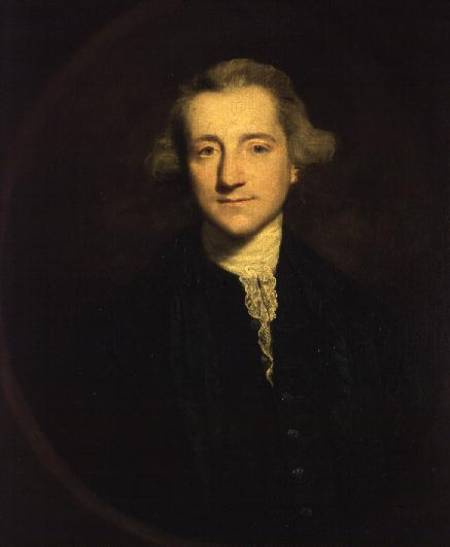
Henry Vansittart.

Henry Vansittart, född den 3 juni 1732 i London, omkommen 1770, var en anglo-indisk statsman, far till Nicholas Vansittart, 1:e baron Bexley. 
Vansittart tillhörde en till England inflyttad nederländsk släkt, som först skrev sitt namn van Sittart och tagit det från staden Sittard i provinsen Limburg. Därifrån kom medlemmar av släkten som köpmän till Danzig, och från Danzig flyttade Peter van Sittart (1651-1705) till London, där han blev direktör för handelskompaniet Russian company och en bland Ostindiska kompaniets direktörer. Hans son var direktören i Russian company Arthur van Sittart (1691-1760), vars son Henry som trettonåring utsändes till Fort Saint David nära Madras, där han genom släktinflytande anställts i Ostindiska kompaniets tjänst. Där blev han nära vän med sin sju år äldre kamrat Clive och vann rask befordran. Han insattes 1757 i rådet i Madras och utmärkte sig vid Madras försvar mot fransmännen 1759. Vansittart blev samma år på Clives rekommendation rådspresident och guvernör över Fort William och kompaniets faktorier i Bengalen, Bihar och Orissa. 
Han tillträdde sin nya post i februari 1760, avsatte subadaren av Bengalen Mir Jafar och uppsatte i stället Mir Kasim, som lovat av de tre provinsernas inkomster bestrida kompanitruppernas underhåll. I rådet sökte han förgäves genomdriva förbud mot den härskande oseden, att kompaniets ämbetsmän drev privathandel, varmed starkt utbredd korruption visat sig följa. Vansittart avgick då och reste hem till England, lyckades inför kompaniets direktörer försvara sig mot sina fienders angrepp på hans förvaltning, blev 1768 underhusledamot och 1769 direktör i kompaniet. Direktoriet sände honom samma år till Indien i ett betydelsefullt revisorsuppdrag. Den fregatt, på vilken han reste, lämnade den 27 december 1769 Kapstaden, men förolyckades spårlöst med man och allt. Av värde, ej blott som försvarsskrift för Vansittarts klarsynta, mot de infödda måttfulla politik i Bengalen, är hans bok A narrative of the affairs in Bengal from 1760 to 1765 (1766).